# مسابقات در مدیریت و مهارت‌های فنی
مسابقات مدیریت و مهارت‌های فنی (به انگلیسی: TIMES) تنها رقابت تجاری کسب و کار در سراسر اروپا است و از سال ۱۹۹۴ سازماندهی شده‌است.

## شکل‌گیری
این مسابقات (رقابت) اقتصادی در اروپا توسط اندره سوان (به انگلیسی: Andreas Swahn)، نایب رئیسِ فعالیت‌های سازمانِ (به انگلیسی: ESTIEM) در سال ۱۹۹۴، به عنوان مدیر پروژه ایجاد شد. وی پس از بازدید از مدرسه اقتصاد لندن در سال ۱۹۹۳ و آشنایی با رقابتِ چالش در چشم‌انداز مدیریت (به انگلیسی: CHAMP)، چنین رقابتی را به وجود آورد. اولین مسابقه با نیمه نهایی در استکهلم (سوئد)، براونشوایگ (آلمان)، لیسبون (پرتغال) و سنت پترزبورگ (روسیه) برگزار شد. این نهایی در آیندهوون هلند برگزار شد. تیم استکهلم اولین برندهٔ تایمز بود. مورد صلاحیت برای همه دانش آموزان سال اول مربوط به فرایندهای تولید LKAB و فولاد بود. مورد نیمه نهایی با اریکسون و در مورد بهینه‌سازی سرمایه‌گذاری برای دکل‌های موبایل بود. نهایی در Eindhoven شامل دو مورد بود، اولین بار از بندر روتردام و مورد دوم در همکاری با فیلیپس بود.
امروزه این رقابت، معتبر است و مورد تحسین قرار گرفته‌است. دو دوره ارزیابی صلاحیت برای شرکت در فینال تایمز مورد نیاز است. قبل از رسیدن به این مرحله نهایی، همه شرکت کنندگان در ابتدا در دوره تحصیلی محلی خود در دانشگاه محل خود شرکت می‌کنند و پس از آن تیم‌های برنده می‌توانند در یکی از نیمه‌نهایی‌ها شرکت کنند که در شش مکان مختلف در نقاط مختلف اروپا برگزار می‌شود. نهایی بهترین تیم‌ها را برای رقابت در سه مورد مطالعه جمع‌آوری می‌کند. تایمز، در روزهای رقابت، برای شرکت کنندگان فرصت دیدن سازمان‌های حمایت‌کننده و همچنین یادگیری در مورد کشور میزبان را از طریق بازدید را ارائه می‌دهد.
تایمز پروژه گل سرسبد سازمانِ (به انگلیسی: ESTIEM) است که شبکه گسترده‌ای را پوشش داده‌است که ۳۲ کشور و ۸۱ دانشگاه را تشکیل می‌دهد که ۷۰٬۰۰۰ دانش آموز را در بر می‌گیرد. هر ساله این مسابقات حدود ۲۵۰ تیم برتر را در زمینه مدیریت و مهارت‌های مهندسی به چالش می‌کشد و برای عنوان «مهندسی صنایع و دانشجویان مدیریت سال» رقابت می‌کنند.